# وشد (بعدان)

تعديل مصدري - تعديل

وشد هي إحدى قرى عزلة بني منصور بمديرية بعدان التابعة لمحافظة إب، بلغ تعداد سكانها 331 نسمة حسب تعداد اليمن لعام 2004.